# Jarosławska Szkoła Teatralna
Jarosławska Szkoła Teatralna (ros. Ярославское театральное училище) – radziecka publiczna szkoła średnia w Jarosławiu, jedna z ośmiu tego typu szkół w ZSRR.